# 1706 az irodalomban
Az 1706. év az irodalomban.

## Új művek

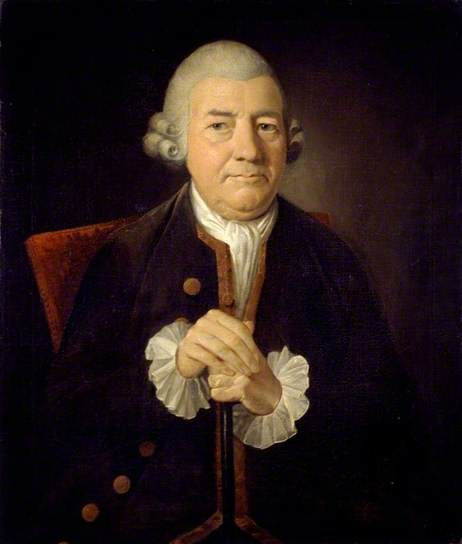
John Baskerville

- Jonathan Swift: Baucis and Philemon.
- Daniel Defoe: A True Relation of the Apparition of Mrs. Veal (Igaz beszámoló Mrs. Veal megjelenéséről).

## Születések
- január 17. – Benjamin Franklin amerikai feltaláló, író, polgári demokrata politikus, természettudós, nyomdász, kiadó († 1790)
- január 28. – John Baskerville, a 18. század egyik meghatározó betűöntője és nyomdásza  († 1775)

## Halálozások
- december 28. – Pierre Bayle francia filozófus, valláskritikus (* 1647)